# Tạm biệt em gái Slav
Proshchaniye slavyanki (tiếng Nga: Прощание славянки, tạm dịch là Tạm biệt em gái Xlavơ) - là một bài hát của Nga viết vào khoảng năm 1912-13 bởi thiếu úy quân nhạc của trung đoàn kỵ binh dự bị số 7 đóng tại Tambov, V. I. Agapkin. Bài hát được sáng tác với cảm hứng là cuộc đấu tranh của nhân dân các quốc gia Xlavơ chống lại đế quốc Ottoman trong cuộc chiến tranh Balkan lần thứ nhất (1912-13). Cho đến nay,  Proshchaniye slavyanki vẫn chiếm một chỗ đứng quan trọng trong lòng công chúng và là một trong những nhạc phẩm nổi bật của nền âm nhạc Đế quốc Nga, Liên Xô trước đây cũng như Liên bang Nga hiện nay..
Lời bài hát này đã thay đổi nhiều lần. Đến nay ngoài lời gốc năm 1914, lời bài hát có thêm các phiên bản do Dàn ca múa nhạc Hồng quân trình diễn sau năm 1945, phiên bản năm 1984 của V. Ya. Lazarev, phiên bản năm 1990 của A. Mingalyov, và các phiên bản ngoại ngữ của tiếng Ba Lan, tiếng Do Thái cùng một số phiên bản khác.

## Mô tả
Một trong những nguyên nhân làm nên danh tiếng to lớn của bản nhạc hành khúc này chính là giai điệu và sự đơn giản của nó. Bản nhạc kết hợp giai điệu truyền thống với những điều chỉnh có tính đột xuất, thông qua các chùm ba được xử lý hài hòa cùng với các âm bồi, chuyển thành giai điệu mượt mà với âm thành sắc nét và rõ ràng
Nhạc phẩm bảo tồn những yếu tố truyền thống trong dòng nhạc mà nó đại diện, ví dụ như âm sắc, tỷ lệ tương phản động trong đoạn kế tiếp so với các đoạn trước đó. Theo V. I. Tutunov, giai điệu chủ đề của bản nhạc có mối liên hệ tương đồng với khúc dạo đầu "Egmont" của Ludwig van Beethoven. Các giai điệu phát triển chủ đề của bản nhạc cũng có sự tương đồng với nhiều giai điệu phổ biến khác. Theo nhà soạn nhạc N. I. Gubin thì "Agapkin trong khoảng cuối năm 1912 đã viết bài nhạc với âm hưởng và giai điệu có chất liệu lấy từ các nhạc phẩm mang tinh thần yêu nước của Beethoven và Tchaikovsky". Một số nhà nghiên cứu âm nhạc tin rằng Agapkin " Lấy cơ sở câu ca dao về những mùa được lưu giữ trong môi trường người lính trong Chiến tranh Nga-Nhật 1904-1905 và nhào nặn chúng trở thành một bài ca" . Do bài hát có đặc điểm rất dễ nhớ, dễ thuộc, nó nhanh chóng được phổ biến ra mọi tầng lớp quần chúng nhân dân.

## Nguồn gốc

V. I. Agapkin, tác giả của bài "Tạm biệt em gái Xlavơ.